# Hästingsflotten
Hästingsflotten är ett naturreservat i Vansbro kommun i Dalarnas län.
Området är naturskyddat sedan 1992 och är 784 hektar stort. Reservatet är ett stort myrområde med flera småsjöar som Hästingstjärnen, den största.